# Radon
Radon és un municipi francès, situat al departament de l'Orne i a la regió de Normandia. L'any 2007 tenia 1.003 habitants.

## Demografia

### Població
El 2007 la població de fet de Radon era de 1.003 persones. Hi havia 396 famílies de les quals 87 eren unipersonals (24 homes vivint sols i 63 dones vivint soles), 150 parelles sense fills, 127 parelles amb fills i 32 famílies monoparentals amb fills.
La població ha evolucionat segons el següent gràfic:
Habitants censats

### Habitatges
El 2007 hi havia 428 habitatges, 407 eren l'habitatge principal de la família, 7 eren segones residències i 14 estaven desocupats. 388 eren cases i 40 eren apartaments. Dels 407 habitatges principals, 293 estaven ocupats pels seus propietaris, 107 estaven llogats i ocupats pels llogaters i 7 estaven cedits a títol gratuït; 1 tenia una cambra, 19 en tenien dues, 46 en tenien tres, 104 en tenien quatre i 238 en tenien cinc o més. 318 habitatges disposaven pel capbaix d'una plaça de pàrquing. A 158 habitatges hi havia un automòbil i a 229 n'hi havia dos o més.

### Piràmide de població
La piràmide de població per edats i sexe al 2009 era:
| Homes | Edats   | Dones |
| ----- | ------- | ----- |
| 0     | 95 o +  | 0     |
| 0     | 90 a 94 | 0     |
| 8     | 85 a 89 | 8     |
| 4     | 80 a 84 | 8     |
| 8     | 75 a 79 | 12    |
| 16    | 70 a 74 | 20    |
| 12    | 65 a 69 | 20    |
| 36    | 60 a 64 | 8     |
| 16    | 55 a 59 | 20    |
| 64    | 50 a 54 | 52    |
| 44    | 45 a 49 | 44    |
| 40    | 40 a 44 | 44    |
| 56    | 35 a 39 | 40    |
| 20    | 30 a 34 | 24    |
| 24    | 25 a 29 | 32    |
| 16    | 20 a 24 | 20    |
| 52    | 15 a 19 | 24    |
| 52    | 10 a 14 | 44    |
| 16    | 5 a 9   | 48    |
| 36    | 0 a 4   | 24    |

## Economia
El 2007 la població en edat de treballar era de 673 persones , 499 eren actives i 174 eren inactives. De les 499 persones actives 464 estaven ocupades (240 homes i 224 dones) i 36 estaven aturades (14 homes i 22 dones). De les 174 persones inactives 78 estaven jubilades, 50 estaven estudiant i 46 estaven classificades com a "altres inactius".

### Ingressos
El 2009 a Radon hi havia 419 unitats fiscals que integraven 1.079 persones, la mediana anual d'ingressos fiscals per persona era de 19.790,5€.

### Activitats econòmiques
Dels 19 establiments que hi havia al 2007, 1 era d'una empresa alimentària, 2 d'empreses de construcció, 4 d'empreses de comerç i reparació d'automòbils, 2 d'empreses d'hostatgeria i restauració, 4 d'empreses de serveis, 4 d'entitats de l'administració pública i 2 d'empreses classificades com a "altres activitats de serveis".
Dels 5 establiments de servei als particulars que hi havia al 2009, 1 era un paleta, 2 fusteries, 1 perruqueria i 1 restaurant.
Dels 4 establiments comercials que hi havia al 2009, 1 era una botiga de més de 120 m2, 1 una botiga de menys de 120 m2, 1 una fleca i 1 una botiga de roba.
L'any 2000 a Radon hi havia 13 explotacions agrícoles que ocupaven un total de 300 hectàrees.

## Equipaments sanitaris i escolars
L'únic equipament sanitari que hi havia al 2009 era una farmàcia.
Al 2009 hi havia una escola elemental.

## Poblacions més properes
El següent diagrama mostra les poblacions més properes.